# Sant Andreu de Vallestàvia
Sant Andreu de Vallestàvia és l'antiga església parroquial, romànica, del poble de Vallestàvia, a la comarca del Conflent, de la Catalunya del Nord.
És fora del nucli urbà d'aquest poble, uns 300 metres al nord, a l'esquerra de la Lentillà. A l'entorn de l'església es conserva el cementiri del poble, on ha estat sempre.
A l'interior de l'església es pot veure una exposició permanent sobre la història de les mines de ferro i de les forges que hi havia hagut en el terme de Vallestàvia i en el veí de Finestret.

## Història

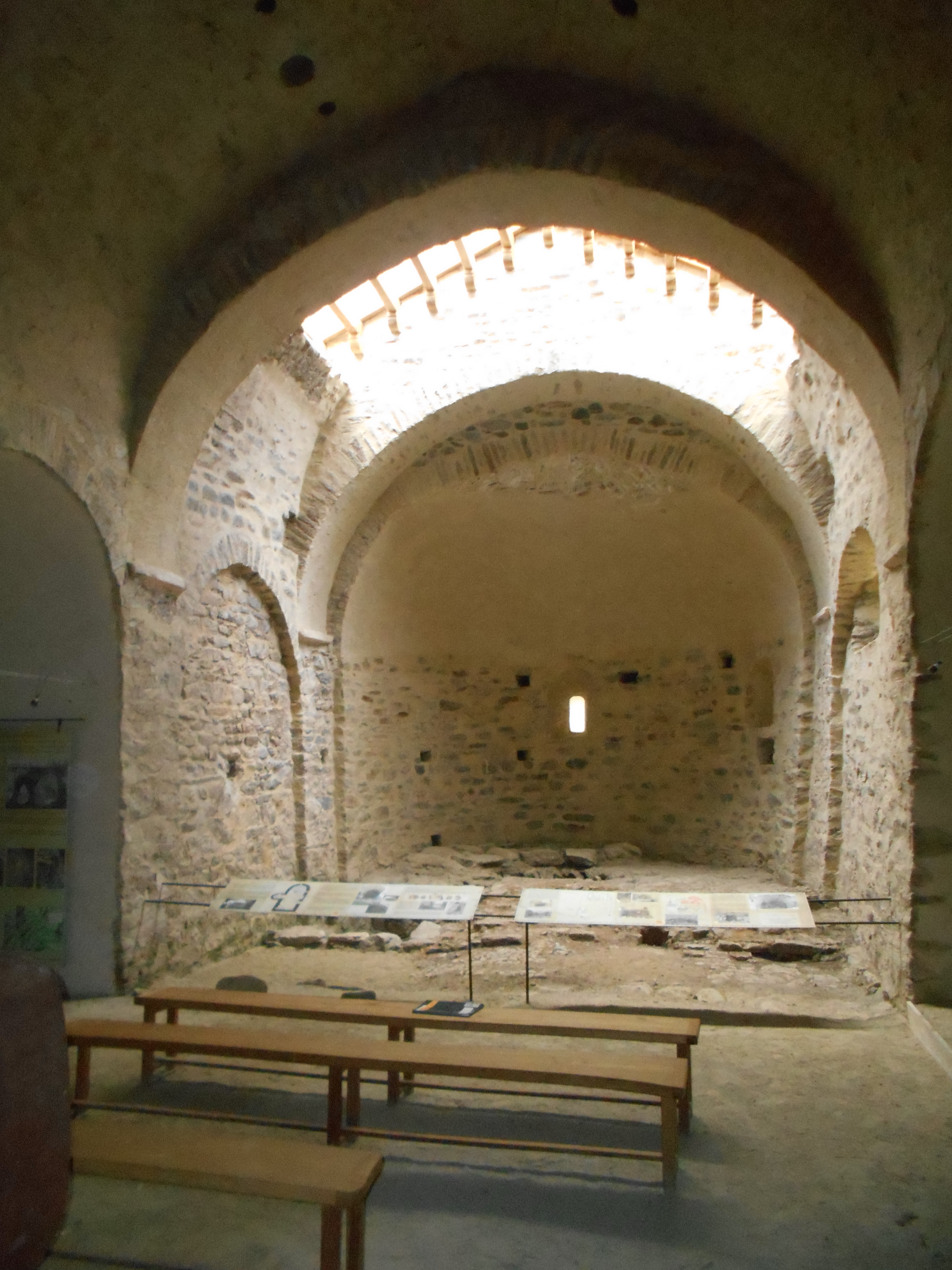
Interior de l'església

El 1011 pertanyia a l'abadia de Sant Miquel de Cuixà, segons un privilegi del Papa Sergi IV. Els documents que esmenten l'església parlen també del vilatge que té al seu entorn.
El segle xvii va ser substituïda per l'actual església parroquial, emplaçada al centre del poble actual, anomenat la Torre, dedicada igualment a sant Andreu. Amb el pas del temps, el desús i l'abandó, el temple original romànic s'arruïnà. A partir del 2009, l'associació "Memòria de Sant Andreu de Vallèstavia", que dirigeix Christine Taurinya n'emprengué la restauració, que s'acabà el 2015.

## Arquitectura

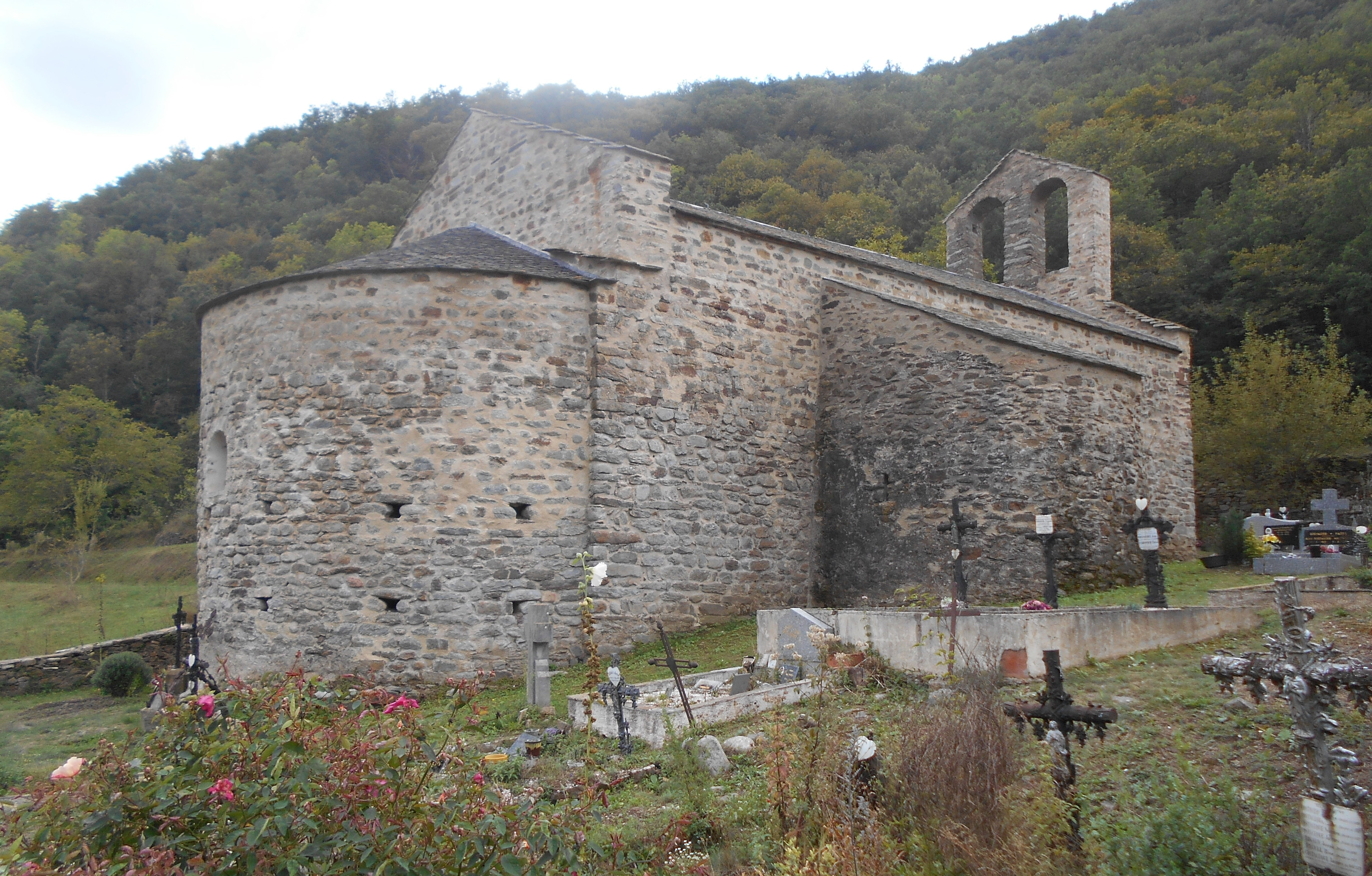
Absis, sector nord i cementiri

D'estil romànic, conserva elements dels segles xi i xii. És de nau única, amb volta de canó, i acabada amb un absis circular cobert amb volta de quart d'esfera. De la paret nord del temple, en surt una capella lateral, potser del segle xv. El campanar d'espadanya que s'aixecava sobre el mur oest i que s'havia esfondrat en part, va ser restaurat el 2010. El 2015 acabà la restauració en què es refeu la teulada de lloses de pissarra.